# Vendresse-et-Troyon
Pour les articles homonymes, voir Vendresse (homonymie) et Troyon.
Vendresse-et-Troyon est une ancienne commune française, située dans le département de l'Aisne en région Hauts-de-France. Elle est actuellement intégrée à la commune de Vendresse-Beaulne.

## Géographie
La commune avait une superficie de 3,85 km2.

## Toponymie
Le nom de la localité est attesté sous les formes Venderessa (1136) ; Venderissa (1185) ; Communitas ville de Venderesse (1251) ; Vendrece (1273) ; Vanderesse (1361) ; Venderesse-en-Laonnois (1474) ; Vandresse (1755).

Le nom de Vendresse est issu de Vindonissa qui signifie en langue gauloise « ruisseau blanc ».

## Histoire
La commune de Vendresse-et-Troyon a été créée en 1809 par la fusion des communes de Vendresse et de Troyon, elle est encore confirmée en 1828. La commune absorbe par le décret du 9 septembre 1923, la commune de Beaulne-et-Chivy, détruite lors de la Première Guerre mondiale. La nouvelle entité prend alors le nom de Vendresse-Beaulne.

## Administration
Jusqu'à l'absorption en 1923 de Beaulne-et-Chivy, la commune faisait partie du canton de Craonne dans le département de l'Aisne. Elle appartenait aussi à l'arrondissement de Laon depuis 1801 et au district de Laon entre 1790 et 1795. La liste des maires de Vendresse-et-Troyon est :
| Période                                  | Période | Identité | Étiquette | Qualité |
| ---------------------------------------- | ------- | -------- | --------- | ------- |
|                                          |         |          |           |         |
| Les données manquantes sont à compléter. |         |          |           |         |

## Démographie
Jusqu'en 1923, la démographie de Vendresse-et-Troyon était :
| 1793 | 1800 | 1806 | 1821 | 1831 | 1836 | 1841 | 1846 | 1851 |
| ---- | ---- | ---- | ---- | ---- | ---- | ---- | ---- | ---- |
| 242  | 243  | 250  | 241  | 276  | 268  | 261  | 271  | 240  |

| 1856 | 1861 | 1866 | 1872 | 1876 | 1881 | 1886 | 1891 | 1896 |
| ---- | ---- | ---- | ---- | ---- | ---- | ---- | ---- | ---- |
| 251  | 256  | 275  | 244  | 237  | 204  | 206  | 190  | 227  |

| 1901 | 1906 | 1911 | 1921 | - | - | - | - | - |
| ---- | ---- | ---- | ---- | - | - | - | - | - |
| 213  | 222  | 168  | 32   | - | - | - | - | - |